# Raggarön

Raggarön är en ö i norra Roslagen, Uppsala län, Östhammars kommun, Börstils socken. Den ligger mellan Tvärnö, Slätön-Medholma naturreservat och Fälön, cirka 14 km sydöst om Östhammar och 7 km väster om Singö.
Havsviks naturreservat på 32 hektar utgör en mindre del av ön.

## Historia
Ön nämns första gången 1364 och kallas då ”Ragarnum” som betyder stenig och långsmal ö. På karta från 1600-talet benämns ön som ”Raggaröhn” och har en by med tio gårdar ordnade längs en gemensam bygata (en så kallad "dubbel radby"). Vid det laga skiftet på 1860-talet flyttades fyra av gårdarna ut, men radbyns struktur kan än idag anas. På 1800-talet bröts järnmalm på Raggarön.
Lantrasen roslagsfår har sitt ursprung hos Henry och Maj Jansson på Raggarön och "återupptäcktes" där 1992 av Nils Dahlbeck.

## Kommunikationer
Raggarön har broförbindelse med fastlandet via Tvärnö. En busslinje trafikerar ön med 5 turer om dan.